# Nord-Ostsee-Kanal-Ausstellung

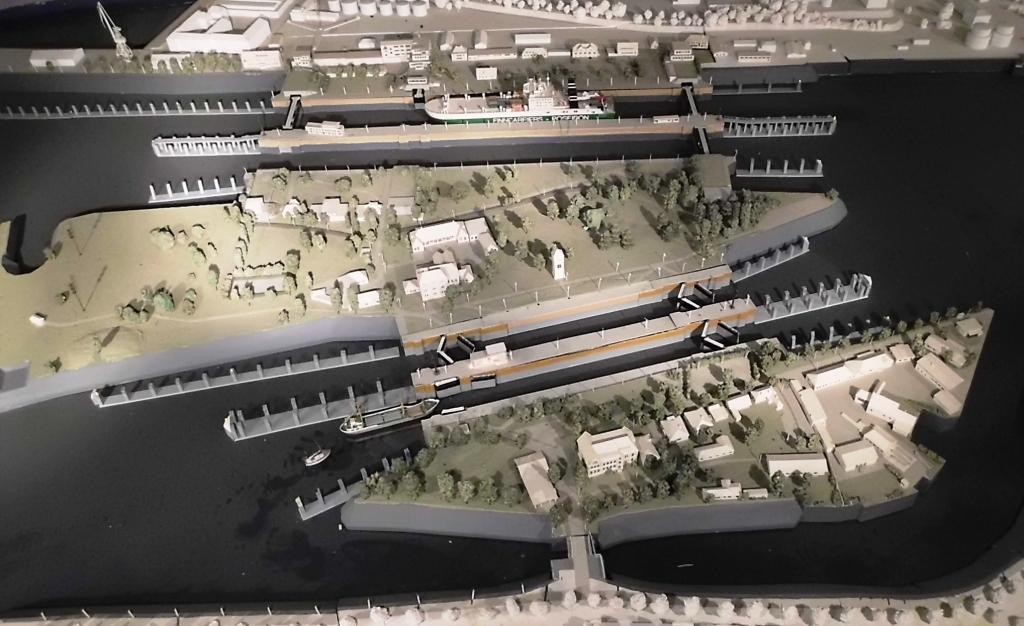
Blick auf das Modell der Schleusenanlage des Nord-Ostsee-Kanals in Holtenau

Die Nord-Ostsee-Kanal-Ausstellung in Kiel-Wik präsentiert Modelle und Fotos über den Bau und Betrieb des Eider- und des Nord-Ostsee-Kanals.

## Ausstellung
Der 1895 eröffnete Nord-Ostsee-Kanal wird jährlich von 40.000 bis 50.000 Schiffen genutzt, die rund 70 bis 80 Millionen Tonnen befördern. In der zum Jubiläum 1995 eingerichteten Ausstellung sind im Rahmen eines geführten Rundganges zahlreiche Modelle und Bilder zu besichtigen. Die Ausstellung befindet sich in dem ehemaligen Maschinenhaus für die ursprüngliche Wasserhydraulik und die elektrische Energieerzeugung. Modelle und Grafiken demonstrieren den Bau der Vorgängereinrichtung sowie den 1784 eröffneten 34 Kilometer langen Eider-Kanal, der in den späteren NOK integriert wurde. Farbfotos und erklärende Texte auf Schautafeln informieren über Bau, Unterhaltung und Betrieb des Nord-Ostsee-Kanals und der vier Schleusen in Kiel-Holtenau. Es werden auch Besonderheiten des Kanals, wie z. B. die Hintergründe über den Einsatz von speziellen Kanalsteurern, die die Kanallotsen bei der Durchfahrt unterstützen, dokumentiert.
So ist u. a. die erste Straßenhochbrücke Holtenau und die erste Straßen- und Eisenbahnhochbrücke Levensau über dem Nord-Ostsee-Kanal als Modell zu besichtigen. Die Funktion und Technologie der Schleusen und der Wasserstandsausgleich wird an detaillierten Modellen dargestellt und zum Teil vorgeführt. Daten zum ökonomischen Energieverbrauch werden genannt. Die neuen Schleusen mit Torunterwagen zum Öffnen und Schließen der Schleusentore, die als Schiebetore ausgeführt wurden, lassen sich detailliert betrachten. Im oberen Teil der Ausstellung ist ein Teilstück des Kanals mit Beleuchtung als Modell aufgebaut. 2013 wurde die Ausstellung am alten Standort in Kiel Holtenau geschlossen und in die Maschinenhalle I der ehemaligen technischen Marineschule in Wik verlegt. Dort wird sie nun vom Verein Maritimes Viertel betreut.